# 禅徳寺 (美濃加茂市)
禅徳寺（ぜんとくじ）は、岐阜県美濃加茂市伊深町にある臨済宗妙心寺派の寺院。山号は大仙山。

## 歴史
美濃三十三観音霊場十二番、中濃八十八ヶ所霊場六十五番である。
一説によると承元年間(1207～1211年)、高倉秀仁(恵通僧都)が初めて小庵を結び、大仙坊という天台宗の寺院であったとされる。
天文年間(1532～1555年)、大仙祖吟が、禅徳庵を開山した。
天正2年(1574年)、妙心寺の末寺となり、大徳山 禅徳寺と号した。
寛永年間(1624～1644年)、実休祖休が、その後を嗣ぎ、
寛文8年（1668年）、佐藤吉次と代官の中村五郎右衛門が龍福寺四世の一秀玄廣を開山に招いて現在地に開創した。
伊深の地は臨済宗妙心寺派の開祖である関山慧玄の聖長胎養の地であり、その旧跡を偲んで正眼寺が開かれているが、当時はその南に位置し、
同じ臨済宗妙心寺派に属することから卜雲寺、龍安寺、放光寺とともに正眼寺 四隣寺として交流が深かった。
また、寺の前には天和2年（1682年）に、旗本の伊深佐藤氏に対して年貢の減免を訴えて仕置された天和義民事件の犠牲者を供養する石地蔵があるほか、十王堂がある。

## 寺宝
関山慧玄が当地に滞在していた際に所持していたとされる笈と念持仏が残されており、開山様のじょりぬぎばという通称がある。